# João Anes de Almada
João Anes ou em medievo Joanne Eannes, "que pelas suas acções foi chamado o Grande", foi um nobre português dos séculos XIV e XV.

## Biografia
Foi veador da Fazenda de D. Fernando I de Portugal, lugar que o levaria também a assumir o lugar de guarda-mor da Torre do Tombo (1387) no tempo de El-Rei D. João I de Portugal.
Segundo João Bautista de Castro, no seu «Mappa de Portugal antigo e moderno», terá sido ele que nas suas funções de vedor e conselheiro que terá induzido o rei a mandar fazer as muralhas de Lisboa que lhe deram o nome, as Muralhas fernandinas assim como a fazer o mesmo numa série de outras fortificações, ao longo no país, nomeadamente aquela que é conhecida por o Castelo dos Mouros em Sintra.
Foi, eventualmente, o genearca da família Almada e o primeiro a usar essa toponímia como apelido. Embora se saiba que tenha sido um prestigiado cidadão de Lisboa, tal como toda a sua família que é reconhecida por ser a mais ou uma das mais poderosas nesse tempo, aí instaladas, na cidade de Lisboa, há a possibilidade de ter sido daí originário, de Almada, e onde parece que terá instituído um morgadio com sua mulher.
Foi-lhe doado, pelo rei D. Duarte I, um casal em Alcolena, do Reguengo de Algés, hoje na Rua da Alcolena em Santa Maria de Belém e São Francisco Xavier.
Pensa-se que possa ter sido sepultado numa capela, que seria sua, no interior dos claustros do Convento de São Francisco da Cidade de Lisboa.

## Nobreza ou antes fidalguia
Ao contrário do que possam dizer as genealogias tardias e ficcionadas que o fazem descendente dum hipotético cruzado inglês, que teria participado na conquista de Almada aos mouros, pensa-se que não tenha nascido do seio da nobreza de armas e nessa condição seria difícil ter-se feito cavaleiro. Igualmente há a infundada tese de ter sido um burguês ou um mercador, como alguns historiadores contemporâneos a ele se referem, para explicar a sua influência e riqueza. Mas, sim, há a grande possibilidade descender de uma família "filha d´algo" que se teria dedicado ao serviço régio e ter uma condição especial digna dessa condição e estatuto, de nobre, só que no campo da organização contabilística ou financeira e arquivística. Ele próprio, como sabemos, ocupou os mais altos cargos nesse campo conforme referidos acima.
Aliás, será o primeiro a exercer o cargo de guarda-mor do arquivo público quando este passa a ser fixo e não o da chancelaria que acompanhava a corte. Esse aspecto reconhece-se por um documento a ele cedo terá expedido da Torre do Castelo de Lisboa em 12 de maio da Era de 1417 (que corresponde ao ano de 1389, do nosso calendário) por provisão que lhe tinha sido dirigida pelo vedor da referida chancelaria uns meses antes ainda no ano anterior.

## Outras referências
Segundo Ferdinand Denis, no seu livro «Portugal Pittoresco ou Descripção Histórica d´este Reino», em 1846, referindo-se a este João Anes, refere que "Era homem mui honrado, diz a crónica, e habituado a usar de trajes tão ricos, que quando alguém queria louvar uma pessoa bem vestida lhe dizia: AssimiIhais vos ao grande Janeanes.".
Jacinto Leitão Manso de Lima, na pág.. 319 dum manuscrito existente na Biblioteca Nacional repete-o: "Pelas suas acções foi chamado o "Grande", viveu 119 anos nos tempos de El-Rei D. Afonso IV, de quem foi amo, D. Pedro I e D. Fernando e deles foi Vedor da Fazenda e do Conselho deste último."
Acrescenta que foi embaixador na côrte da Alemanha e de Aragão.
Foi tão "prudente, discreto e liberal", que quando queriam encarecer alguém de semelhantes qualidades diziam: "era como Joanne Annes."
Diz o Marquês de Sande, liv. I do "Registo d’El-Rei D. Fernando" fol. 52: "filho único de Vasco Lourenço Almadão, foi chamado o "Grande" Joanne Annes em razão dos muitos serviços que fez a este Reino, como largamente se refere na doação do Casal Dalgeses que El-Rei D. Fernando lhe deu, cujo vassalo foi, Veador da Fazenda e Capitão-Mor dos Reinos no ano de 1369"
Repete e conta Felgueiras Gayo que "pelas suas accoins foi chamado o grande viveo no tempo do Rey D. Afonso 4 D. Pedro lº, e D. Fernando, e dos ultimos dois foi veador da Fazenda viveo cento, e dezanove annos (...) (El Rei D. Fernando lhe fes m.ce do titulio hereditario de G.al do Mar. Foi embaixador a Aragão)".
Um seu contemporâneo, no seu livro «Estrangeiros no Lima», Lima Bezerra ao falar de João Anes conta igualmente que foi ele quem terá persuadido o rei D. Fernando a cercar Lisboa de muralhas, como se fez em 1411, lembrando-lhe para dirigir essa obra, como muito competente um seu familiar (Ayres de Almada). E que igualmente nas Côrtes da Aclamação de D. João I teve lugar importante e que é o ascendente de todos os Almadas, conhecidos pelos genealogistas pelos "Vaz de Almada" (representado pelos Vaz de Almada), pelos "Almadas dos Olivais" (hoje representado pelos Viscondes de Vila de Souto d’El-Rei) e dos "Almadas de Guimarães" (hoje representado pelos condes da Azenha).

## Dados genealógicos
João Anes de Almada, filho de Vasco Lourenço de Almada "Descendente do Almadão foi homem de muita estimação no tempo dos nossos primeiros reis deste Reino (Está enterrado na sacristia de São Mamede de Lisboa)"
Casado com:
- Urraca Moniz[14], filha de João Anes.

Pai de
- Vasco Lourenço de Almada
- Martim Anes de Almada

## Ligações Exteriores
- Felgueiras Gayo, «Nobiliário de Famílias de Portugal», Braga, 1938-1941, Tomo II p. 35 ("Almadas")